# Némethy Ferenc
Némethy Ferenc (Hajdúdorog, 1926. február 19. – Budapest, 2003. április 8.) Jászai Mari-díjas magyar színész, érdemes művész.

## Élete
1950-ben végezte el a Pázmány Péter Tudományegyetem jogi karát. Közben énekelni tanult, majd az Operaház tagja lett. 1951-ben a Miskolci Nemzeti Színházba szerződött. 1954-ben szerzett diplomát a Színház- és Filmművészeti Főiskola levelező tagozatán. 1969-től a Madách Színház művésze volt.
Számos filmben is szerepelt. Így például a Hideg napok, a Mi lesz veled, Eszterke?, a Tiltott terület és a Szerelem című filmben.
1961-ben Jászai Mari-díjat, 1966-ban érdemes művész kitüntetést, 1986-ban Kazinczy-, 2002-ben pedig Aase-díjat kapott.

Özvegye Vargha Irén, Jászai Mari-díjas színésznő.

## Színházi szerepei
- Giuseppe Verdi: A trubadúr... Luna gróf
- Bertolt Brecht–Kurt Weill: Koldusopera... Peacock
- Lerner–Loewe: My Fair Lady... Higgins
- Makszim Gorkij: Éjjeli menedékhely... Szatyin
- Friedrich Dürrenmatt: A fizikusok... Möbius
- Anton Pavlovics Csehov: Ványa bácsi... Tyelegin
- Agatha Christie: A vád tanúja... Mr. Mayhew
- Zemlényi Zoltán–Mészöly Gábor: Hoppárézimi!... Multiplex úr
- Victorien Sardou: Párizsiak New Yorkban Zenés vígjáték 4 felvonásban. Miskolci Nemzeti Színház. Bemutató: 1960. január 22. Zeneszerző: Kemény Egon. Fordította és verseit írta: Békés István. Samuel Tapplebot: Némethy Ferenc
- A. és B. Sztrugackíj: Egymilliárd évvel a világvége előtt... Gluhov

## Filmszerepei
- Mix (2004) – Grandpa Tibor
- Hamvadó cigarettavég (2001) – pap
- Németh László: Széchenyi (1995)
- Mindszenty József – Devictus Vincit (1994)
- A templomos lovagok kincse (1992)
- A főügyész felesége (1990)
- Tihamér (1989)
- Az aranygyapjú elrablása (1989)
- A tanítónő (1988)
- Volt egyszer egy úrlovas (1987)
- Vásár (1986)
- Szeretők (1984)
- Tizenhat város tizenhat leánya (1983)
- Vendéglátás (1982)
- Ideiglenes paradicsom (1981)
- Kiválasztottak (1981)
- A világkagyló mítosza (1981) – Napisten
- Aelita (1980) – Gor mérnök
- Szetna, a varázsló (1980) – Nofer
- A hátvéd halála és feltámadása (1980)
- IV. Henrik király (1980)
- Útközben (1980)
- A Pogány Madonna (1980) – főapát
- Kojak Budapesten (1980)
- A világ közepe (1979) – Zápolya Imre
- Rest Miska (1979)
- A Zebegényiek (1978)
- Kalaf és Turandot története (1978)
- Látástól vakulásig (1978)
- A néma dosszié (1977) – Szebeni
- Sakk-matt (1977)
- Fogságom naplója (1977)
- Galilei (1977)
- Peer Gynt (1977)
- Közös bűn (1977) – Wégmann
- A halhatatlanság halála (1976) – összekötő
- A medikus (1974)
- Nincs többé férfi (1974)
- Sosem lehet tudni (1974)
- A locsolókocsi (1973)
- Az ember melegségre vágyik (1973) – Varga doktor
- Bolond és szörnyeteg (1973)
- Gőzfürdő (1973)
- Hekus lettem (1972) – rendőrségi szakértő
- Szerelem (1971) – börtönorvos
- A gyilkos a házban van (1971) – Márton úr
- A frankhamisítás (1971)
- Nyulak a ruhatárban (1971)
- A hasonmás (1970)
- Danaida (1970)
- Házasodj, Ausztria! (1970)
- Szilveszter 1970
- Lila ákác (1969)
- Krebsz, az isten (1969) – a központ munkatársa
- Mi lesz veled Eszterke? (1968)
- Tiltott terület (1968)
- Szerelmes biciklisták (1965)
- A Táltosfiú és a világfa
- Közös bűn
- Ollantay, az Andok vezére
- Szávitri, az asszonyi hűség dicsérete
- Szigorú idők
- Ünnepi ügyelet

## Tévésorozatok
- Pasik! (2000-2003) – doktor úr
- Az öt zsaru (1998)
- Patika (1994)
- Kisváros (1993-2001) – Forgács doktor
- Maigret (1992)
- Szomszédok (1988-1999) – Dr. Németh
- Kémeri (1984) – Löbl Samu
- Mint oldott kéve (1983) – hercegprímás
- Megtörtént bűnügyek (1974-1980) – Dr. Kalocsay Richárd / Bernauer Jenő
- Két pisztolylövés (1979) – Schwarz bácsi
- Küszöbök (1978)
- Vivát, Benyovszky! (1975) – Maloian
- Pirx kalandjai (1973) – Prof. Langner
- Különös vadászat (1972) – Kurt Müller
- Egy óra múlva itt vagyok... (1971) – Szavcsenko
- A fekete város (1971) – Nustkorb szenátor majd bíró
- Bors (1968) – Schleeman

## Hangjáték, rádió
- Kisfaludy Károly: Kérők (1970)
- Marék Antal: Röntgen, az X sugár felfedezője (1976)
- David Hayes: Hét ezrelék (1977)
- Lev Tolsztoj: Anna Karenina (1977)
- Zoltán Péter: Picasso (1977)
- Mikszáth Kálmán: Apám ismerősei (1979)
- Bor Ambrus: Hullámneszek (1980)
- Marék Antal: A titokzatos kéz (1981)
- Gyárfás Endre: A magyar dervis (1983)
- Kassák Lajos: Egy ember és a többiek (1983)
- Tarbay Ede: Ketten kézenfogva (1985)
- Bojtár Endre: Európa megrablása (1990)
- Balázs József: Isten küldöttei (1996)

## Díjai
- Jászai Mari-díj (1961)
- Érdemes művész (1966)
- Kazinczy-díj (1986)
- Aase-díj (2002)